# Lazika
El LAZIKA (Georgiano: ლაზიკა ) es un vehículo de combate de infantería georgiano propuesto, desarrollado por el Centro Técnico Científico STC Delta y financiado por el ejército georgiano. Una de sus principales características es el blindaje relativamente grueso en comparación con el tamaño del vehículo. Otra característica es la estación de armas remota. Se han producido varios vehículos, pero el proyecto en sí todavía está en desarrollo y se están tomando en consideración varias versiones, incluidas las protegidas.

## Características técnicas
El vehículo está equipado con cámaras termográficas y nocturnas conectadas a la estación de armas remota y la cabina del conductor. La electrónica incluye un conjunto de reconocimiento similar al de un amigo o enemigo de MBT, así como controles digitales y navegación por satélite. También incluye los últimos sistemas de comunicación.
El casco blindado del vehículo se basa en un chasis con orugas. El diseño alberga un compartimiento del motor en la parte delantera, cabina para la tripulación en el centro y compartimiento para tropas en la parte trasera. El paquete de energía se coloca en la parte delantera del casco, con la salida de escape a la derecha. El vehículo tiene capacidad para 10 personas, incluidos tres tripulantes más siete soldados de infantería. La sección de tropas cuenta con asientos individuales para pasajeros. Las tropas pueden entrar y salir del vehículo a través de una rampa eléctrica en la parte trasera. También se proporciona una puerta de emergencia en la rampa. El peso de combate del vehículo es de 14t, que se considera mucho más ligero en comparación con otros IFV modernos. Diseñado principalmente para transportar un escuadrón de infantería y sus armas, Lazika ofrece movilidad, protección y potencia de fuego para los operadores. La cabina del conductor y la estación de armas controlada a distancia están equipadas con cámaras de imagen térmica y de día / noche. Los sistemas de observación a bordo del vehículo pueden detectar e identificar múltiples objetivos ubicados a grandes distancias. Se proporcionan cuatro trampillas de techo para fines de observación. El sistema de control de incendios asegura un disparo preciso en todas las condiciones climáticas. Otros equipos incluyen amigo o enemigo (IFF), controles digitales y navegación por satélite. Los modernos sistemas de comunicación instalados en el vehículo garantizan una comunicación eficaz entre las tropas.

## Armamento
El armamento actual consiste en un cañón automático 2A14 de 23×152 mm (100 cartuchos) y una ametralladora PKT hermanada de 7,62×54 mm (cartucho 500), que se instalan en una estación de armas remota. El módulo de combate universal Lazikas permite el montaje de diferentes tipos de armamento como MLRS, SAM y ATGM. El sistema de puntería consiste en cámaras térmicas de video combinadas integradas en un sistema de control de armas permanente de 27/12V.

## Blindaje
El casco del vehículo está unido con un blindaje combinado contra rondas AP de 14,5 mm en la parte delantera y los flancos y rondas AP de 7,62 mm en la parte trasera. Lazika ofrece protección contra explosiones de minas STANAG Nivel IV. El vehículo puede soportar explosiones de minas antitanque de 10 kg debajo y explosiones de minas de 6 kg por contacto directo con el casco.
Lazika es considerado uno de los vehículos de combate de infantería mejor protegidos del mundo, pero tiene un peso más liviano que el que expondría un vehículo de tipos similares. La solución de blindaje tiene similitudes con las soluciones de blindaje avanzadas empleadas por los vehículos blindados israelíes, pero sigue estando altamente clasificada. Ocho descargadores de granadas de humo montados en la parte superior del casco delantero mejoran la capacidad de supervivencia del vehículo. El vehículo puede equiparse con protección NBC y sistemas automáticos de extinción de incendios.

## Motor y movilidad
El vehículo está propulsado por un motor diesel turboalimentado que es capaz de desarrollar una potencia de 300 CV. El paquete de energía proporciona una velocidad máxima de 70 Km/h. El vehículo tiene un alcance operativo de 200 km, que se puede aumentar a 400 km con tanques de combustible adicionales. Está equipado con sistema de suspensión de barra de torsión. El tren de rodaje a cada lado del casco del vehículo incluye cinco ruedas de carretera con la rueda dentada motriz en la parte delantera y la rueda loca en la parte trasera. La parte superior de la suspensión está cubierta por placas de blindaje.
El Lazika ofrece una movilidad superior en terrenos difíciles y ofrece una mejor potencia para escalar obstáculos y una mayor maniobrabilidad que otros IFV con orugas. Puede negociar una pendiente del 60% y pendientes laterales del 30%. El vehículo es capaz de cruzar escalones verticales de 0,7 m zanjas de 2 m de profundidad, así como pararse y conducir con una desviación lateral del 30% y un paso de agua de 1,2 m de profundidad. Se proporciona una distribución de peso precisa para una excelente estabilidad, así como una capacidad de vadeo en agua sin preparar. El chasis de los IFV se probó en varias condiciones del terreno y tiene una alta relación potencia/velocidad en general.

## Módulos
Debido al diseño modular universal, el Lazika puede cambiar su función de IFV a APC, unidad de comando y control, ambulancia, vehículo de recuperación, vehículo de reconocimiento, SAM móvil, artillería o sistema ATGM.

## Operadores

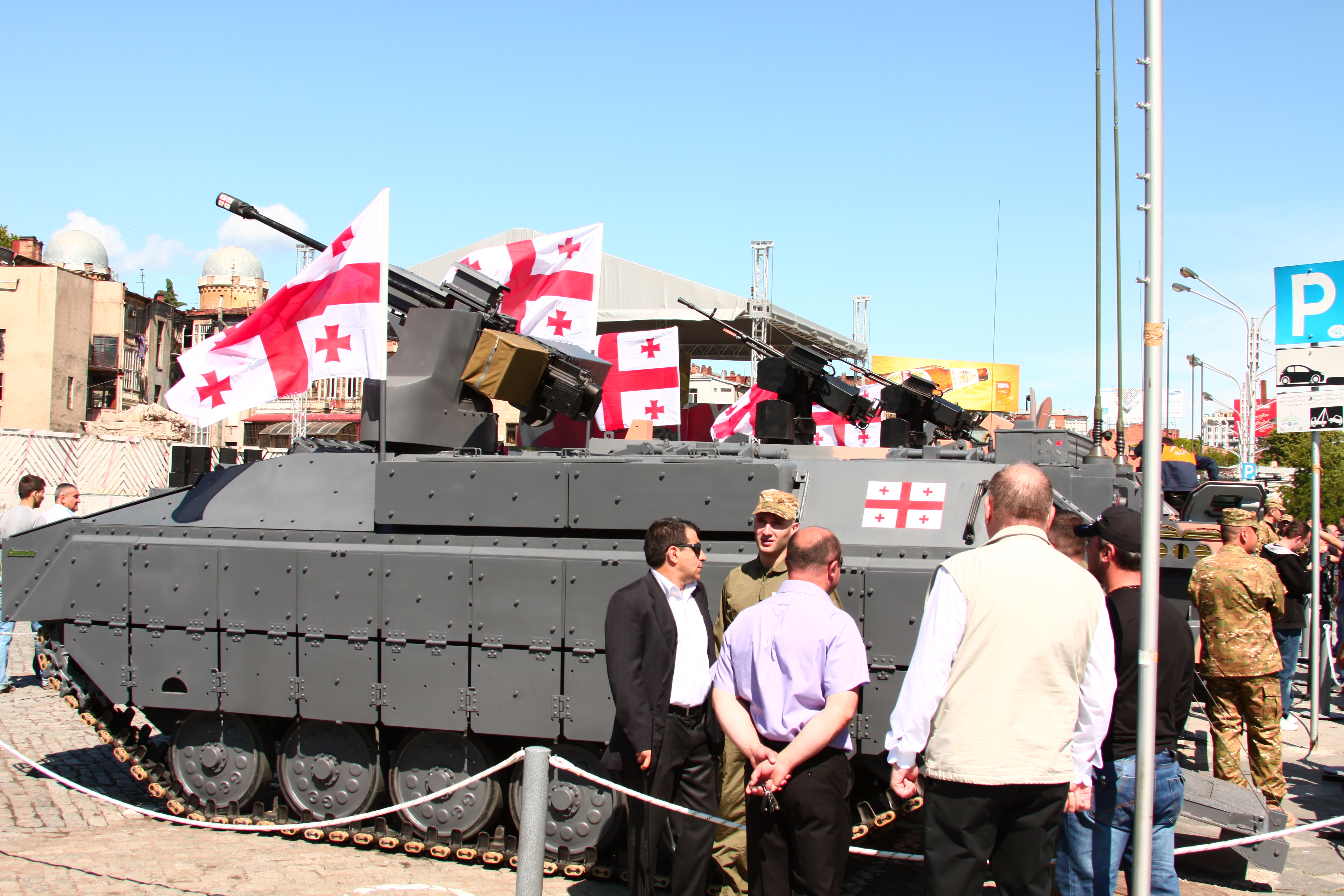
Vehículo de combate de infantería "Lazika"

- Fuerzas Armadas de Georgia